# Liste der Romane von Clive Cussler
Dieser Artikel ist eine Auflistung der Romane von Clive Cussler und bietet eine Übersicht über die Werke, bei denen Cussler Autor oder Koautor war. Die Auflistung der englischen Originale und ihrer jeweiligen deutschen Erstveröffentlichungen, sofern vorhanden, richtet sich nach der Reihenfolge des Erscheinens der Originaltitel.
| Deutscher Titel | Originaltitel           | Jahr | Serie                      | Deutsche Ausgabe                       |
| --- | ----------------------- | ---- | -------------------------- | -------------------------------------- |
| Der Todesflieger | The Mediterranean Caper | 1973 | Dirk Pitt (Band 1)         | Goldmann, 1978 ISBN 3-442-03657-7      |
| Im Vereinigten Königreich unter dem Titel MAYDAY! veröffentlicht. |                         |      |                            |                                        |
| Eisberg | Iceberg                 | 1975 | Dirk Pitt (Band 2)         | Goldmann, 1978 ISBN 3-442-03513-9      |
| Eisberg und Der Todesflieger wurden 1987 auch als Im Auftrag der NUMA (Goldmann, 1987, ISBN 3-442-10080-1) veröffentlicht. |                         |      |                            |                                        |
| Hebt die Titanic! | Raise the Titanic       | 1976 | Dirk Pitt (Band 3)         | Blanvalet, 1976 ISBN 3-7645-5607-2     |
| Für ein neues Raketenabwehrsystem benötigen die Vereinigten Staaten das radioaktive Kernelement Byzanium. Größere Mengen des Elements befanden sich auf einer Insel in Sibirien, doch wurden diese vor langer Zeit weggeschafft. Dirk Pitt gelingt es die Spur des Elementes zurückzuverfolgen – und zwar bis in den Frachtraum der Titanic. Der Präsident der Vereinigten Staaten verordnet darauf hin, das Wrack zu suchen und zu bergen. Nach mehrmonatiger Suche erweist sich das Wrack des Schiffes in gutem Zustand, sodass die Bergungsaktion durchgeführt werden kann. Das Bergungsteam wurde jedoch von Spionen der Sowjetunion unterwandert, die die Operation sabotieren. Diese wollen die Titanic in einem Hurrikan kapern, um selbst an das Byzanium zu kommen. Es gelingt, den Plan zu vereiteln, aber am Ende befindet sich das Byzanium nicht in Frachtraum des Schiffes, sondern kann auf einem Friedhof in England gefunden werden. Das Buch erschien, bevor das Wrack der Titanic entdeckt wurde. Wurde 1980 als Hebt die Titanic verfilmt. |                         |      |                            |                                        |
| Der Todesflug der Cargo 03 | Vixen 03                | 1978 | Dirk Pitt (Band 4)         | Blanvalet, 1979 ISBN 3-7645-2751-X     |
| Im Jahre 1954 verschwindet das Transportflugzeug „Cargo 03“ während eines Fluges – und mit ihm mehrere Stahlbehälter voll Giftgas-Artilleriegrananten. Jahrelang bleibt das Schicksal der Maschine ungeklärt, bis Dirk Pitt während eines Kurzurlaubes mit Loren Smith (Laura Smith in der Goldmann-Version) auf Teile des Fliegers stößt. Mit Hilfe seiner NUMA-Kollegen kann er die Cargo finden und auch bergen, doch im Inneren stößt er auf einen Fehlbestand an Granaten – und auf die Leiche eines kürzlich Verstorbenen. Gleichzeitig laufen in Südafrika Vorbereitungen für einen Umsturz und eine Unternehmung mit dem Namen „Wilde Rose“, für die die Afrikanische Revolutionsarmee (ARA) ein Schlachtschiff benötigt. Pitt findet heraus, dass die Granaten geborgen und an einen Waffenproduzenten verkauft wurden, wodurch sie letztendlich an Bord der Iowa gekommen sind, des Schlachtschiffes, das die ARA für ihr Unternehmen gekauft hat. Der Leiter der Operation, ein pensionierter britischer Offizier, welcher seine Familie durch einen Anschlag verlor, kapert das Schiff und lenkt es auf Washington D.C., um ohne Kenntnis seiner gefährlichen Fracht die Wahrzeichen der Stadt zu beschießen. |                         |      |                            |                                        |
| Um Haaresbreite | Night Probe!            | 1981 | Dirk Pitt (Band 5)         | Hestia, 1982 ISBN 3-7770-0238-0        |
| Um Geldmittel für den bevorstehenden Ersten Weltkrieg zu beschaffen verkauft Großbritannien Kanada im Geheimen an die Vereinigten Staaten. Die mit dem Transport des mehrfach ausgefertigten, sogenannten „Nordamerikanischen Vertrag“ beauftragten Diplomaten kommen allerdings beide ums Leben – einer beim Untergang der Empress of Ireland, der andere bei einem Zugunglück (Ähnlich dem Eisenbahnunfall auf der Firth-of-Tay-Brücke). Daraufhin wird der Vertrag aus der Geschichte gelöscht. Jahrzehnte später führt ein Zufallsfund auf die Spur des Vertrages. Um sich ein Ölvorkommen vor der Küste von Quebec zu sichern und ein geeintes Amerika zu schaffen wird die Numa damit beauftragt, ein Exemplar des Vertrages zu bergen. Dabei stellen sich ihnen aber ein kanadischer Minister, der Quebec in die Unabhängigkeit führen will und ein reaktivierter Ex-MI6-Agent, der die Kolonialansprüche des britischen Empires erhalten will, in den Weg. Das Vertragsexemplar an Bord der Empress of Ireland wurde während der Zeit auf dem Meeresboden vom Wasser vernichtet, der Zug mit dem anderen Exemplar erweist sich hingegen als unauffindbar. Dirk Pitt stellt nach einigen Nachforschungen fest, dass das Zugunglück nur eine Finte im Rahmen eines groß angelegten Goldraubes war und kann ihn schließlich in einer alten Mine mit einem unversehrten Vertragsexemplar aufspüren. |                         |      |                            |                                        |
| Im Todesnebel | Pacific Vortex!         | 1983 | Dirk Pitt (Band 6)         | Hestia, 1984 ISBN 3-7770-0279-8        |
| Das erste von Cussler verfasste Buch. Er konnte jedoch keinen Verleger dafür gewinnen. Chronologisch spielt es vor dem Buch "Der Todesflieger", welches auch in einigen Punkten Bezug auf dieses Buch nimmt. |                         |      |                            |                                        |
| Tiefsee | Deep Six                | 1984 | Dirk Pitt (Band 7)         | Goldmann, 1985 ISBN 3-442-30043-6      |
| Cyclop | Cyclops                 | 1986 | Dirk Pitt (Band 8)         | Blanvalet, 1988 ISBN 3-442-06235-4     |
| Dirk Pitt birgt einen führerlos vor der Küste Floridas treibenden Zeppelin. An Bord befinden sich drei Leichen, jedoch ist der Besitzer Raymond LeBaron, der beim Start noch im Luftschiff gewesen ist, nicht darunter. Pitt findet heraus, dass LeBaron auf der Suche nach La Dorada war, einer sagenumwobenen südamerikanischen Goldstatue, die sich an Bord der 1918 gesunkenen USS Cyclops befinden soll. In der Hoffnung, Raymond LeBaron zu finden, stoßen Pitt, Al Giordino und Jessie LeBaron während einer Erkundungsmission zum Wrack auf eine geheime sowjetische Abhörstation und geraten in Gefangenschaft des skrupellosen Generals Velikow. Dieser will die Basis einerseits für die Kaperung einer US-Raumfähre (mit Kolonisten von einer geheimen Mondbasis) und andererseits für die Entmachtung Fidel Castros durch ein Bombenattentat in Havanna verwenden. Pitt gelingt mithilfe einer gusseisernen Badewanne die Flucht von der Insel, auf der sich die Abhörstation befindet, und kehrt mit militärischer Verstärkung zurück. Nach dem Militäreinsatz begibt er sich nach Kuba und tut sein möglichstes, um die Bombenexplosion zu verhindern. |                         |      |                            |                                        |
| Das Alexandria-Komplott | Treasure                | 1988 | Dirk Pitt (Band 9)         | Blanvalet, 1989 ISBN 3-7645-05245-X    |
| Bei der Suche nach einem gesunkenen sowjetischen U-Boot entdeckt die Numa zufälligerweise ein altes römisches Schiff im grönländischen Eis. Aus den an Bord gefundenen Informationen geht hervor, dass es daran beteiligt war, die wertvollsten Stücke der Bibliothek von Alexandria aus Ägypten fortzuschaffen. In der Nähe ereignet sich kurz darauf ein Flugzeugabsturz, bei dem die UNO-Generalsekretärin Hala Kamil nur knapp dem Tod entgeht. Der Absturz wurde von dem Profikiller Ammar arrangiert, der seine Arbeit unbedingt zu Ende bringen möchte. Daher entführt er kurze Zeit später ein Schiff mit mehreren hochrangigen Politikern, darunter Hala Kamil und Senator George Pitt, Vater von Dirk Pitt. Während sich Computergenie Hiram Yeager daran macht, die Hinweise aus dem römischen Schiff auszuwerten, startet Dirk Pitt die Suche nach dem entführten Schiff. Als es gefunden wird, stoßen sie auf eine Verschwörung, die Revolutionen in Mexiko und Ägypten herbeizuführen versucht, angeführt von den Brüdern Paul und Robert Capesterre. Nachdem Yeager die Reste der Bibliothek von Alexandria beim Rio Grande lokalisiert und die Informationen an die Presse durchsickern, kommt es an der mexikanisch-amerikanischen Grenze zu einem Volksaufstand, in dessen Verlauf Robert Capesterre alias Topiltzin getötet wird, nachdem zuvor schon sein Bruder Paul alias Achmed Yazid durch die Hand des von ihm nur benutzten Profikillers ums Leben kam. |                         |      |                            |                                        |
| Die Ajima-Verschwörung | Dragon                  | 1990 | Dirk Pitt (Band 10)        | Blanvalet, 1991 ISBN 3-7645-2416-2     |
| Auf der Fahrt von Kobe nach Los Angeles detoniert der führerlos treibende Autofrachter „Divine Star“ mitten im Pazifik – in einer nuklearen Explosion. Durch die Explosion werden die USA auf einen hinterhältigen Angriffsplan aufmerksam, mit dem ein japanisches Geheimkartell unter Führung des Magnaten Hideki Suma die Vereinigten Staaten in die Knie zwingen und sein Heimatland als die dominante Wirtschaftsmacht etablieren will: Ein von Atombomben ausgelöster EMP-Schlag, der die gesamte Elektronik der Wirtschaftsländer zerstört. Eine von der amerikanischen Regierung gestartete Gegenaktion, die Sumas Operationszentrale auf der Insel Ajima infiltrieren soll, scheitert an Verrätern und Sumas Überwachungssystem. Da entdeckt ein Satellitensystem ein Flugzeugwrack, das eine Atombombe vom Typ Fat Man geladen hat und in der Nähe der Insel abgestürzt ist. Pitt gelingt es, die Atombombe zu aktivieren und die ganze Insel im Meer zu versenken. |                         |      |                            |                                        |
| Operation Sahara | Sahara                  | 1992 | Dirk Pitt (Band 11)        | Blanvalet, 1993 ISBN 3-7645-2493-6     |
| Die Rote Flut verbreitet sich unkontrolliert und die Numa entdeckt, dass sich die Ursache irgendwo im Lauf des Niger befindet. Admiral Sandecker schickt Dirk, Al und Rudi Gunn auf eine Mission flussaufwärts, um die Ursache ausfindig zu machen. In Mali stellen sie fest, dass Giftstoffe über einen unterirdischen Flusslauf in den Fluss gelangen. Pitt und Giordino entdecken in der chemischen Müllverbrennungsanlage Fort Foreau, die sich über dem Flusslauf befindet, die Ursache für das Problem. Der Eigentümer Yves Massarde lässt die Abfälle nicht verbrennen, sondern unter der Anlage einlagern, wodurch sie ins Grundwasser gelangen. Er nimmt Pitt und Giordino gefangen und schickt sie in eine geheime Goldmine des Warlords Zateb Kazim. Sie können entkommen und sich nach einem mehrtägigen Marsch durch die Wüste zur Trans-Sahara-Route durchschlagen. Um die anderen Gefangenen, darunter die WHO-Ärztin Eva Rojas, der sie im Verlaufe der Handlung bereits begegnet sind, zu befreien, erhalten sie Hilfe von einer Eingreiftruppe der Vereinten Nationen. Als ihr Transportflugzeug mitten in der Wüste zerstört wird, schlagen sie sich nach Fort Foreau durch, wo sie sich anschließend ein schweres Gefecht mit Kazims Armee liefern. Im Laufe der Handlung entdecken sie zudem mehrfach Hinweise auf ein in der Wüste gestrandetes konföderiertes Panzerschiff namens „CSS Texas“, das neben den Goldreserven des Südens auch noch Abraham Lincoln an Bord hatte. Wurde 2005 als Sahara – Abenteuer in der Wüste verfilmt.                                                                        |                         |      |                            |                                        |
| Inka-Gold | Inca Gold               | 1994 | Dirk Pitt (Band 12)        | Blanvalet, 1995 ISBN 3-7645-06666-0    |
| In den Anden verirren sich zwei Taucher in einer Doline. Dirk Pitt und Al Giordino führen eine Rettungsmission durch, nach der sie von einer Gruppe Söldner bedroht und entführt werden. Es gelingt ihnen aber, sich zu befreien. Sie stellen fest, dass es sich bei den Drahtziehern um eine internationale Organisation von Kunstfälschern handelt, die Solpemachaco. Sie stoßen auch auf Hinweise, dass sich ein Quipu mit einer Karte zum Schatz des Huscar an Bord einer von Francis Drake gekaperten Galeone befindet. Pitt gelingt es, die verschollene Galeone aufzuspüren und den Lagerort des Schatzes ausfindig zu machen. Die Solpemachaco, angeführt von Joseph Zolar, folgt ebenfalls Hinweisen auf den Schatz. Sie nehmen Rudi Gunn und Pitts Geliebte, Loren Smith, gefangen und halten sie in der Schatzhöhle fest. Pitt und Giordino versuchen über einen unterirdischen Fluss, der genau in die Schatzhöhle führt, zu ihnen vorzudringen und zu retten. Während des Gefechtes landet Pitt im Fluss und ist gezwungen, ihm bis zur Mündung im Golf von Kalifornien zu folgen. |                         |      |                            |                                        |
| Schockwelle | Shock Wave              | 1996 | Dirk Pitt (Band 13)        | Blanvalet, 1996 ISBN 3-7645-0032-8     |
| Auf dem Polarkreuzfahrschiff Polar Queen kommen alle Passagiere auf mysteriöse Weise ums Leben. Das Ereignis reiht sich in eine Kette von Massensterben im Pazifik ein. Nur Maeve Fletcher und Dedire Dorsett überleben die Katastrophe. Dirk Pitt, der das Massensterben im Auftrag der Numa untersucht, birgt die Polar Queen. Es gelingt der Numa, die Massensterben auf die Dorsett Mining Consolidation zurückzuführen, die vom Vater der beiden Schwestern, Arthur Dorsett, geleitet wird. Mithilfe des Indianers Mason Broadmore dringt Pitt in eine von Dorsett geleitete Mine ein und findet heraus, dass die Ursache in einer Fördermethode mithilfe von Schallwellen der Firma liegt. Pitt erfährt auch, dass Arthur Dorsett die Söhne von Maeve entführt hat, und macht sich mit ihr zusammen auf, sie zu retten. Arthur Dorsett gelingt es aber, sie abzufangen und in einem kleinen Boot auf dem Meer auszusetzen. Nach mehreren Wochen auf See gelingt es ihnen doch noch Gladiator Island, Dorsetts Privatinsel, zu erreichen. Parallel hat die Numa entdeckt, dass Honolulu durch die Fördermethode gefährdet wird, doch es gelingt, die Schallwellen mithilfe des Hughes Glomar Explorer nach Gladiator Island zurückzuschicken. Dort verursachen sie einen Vulkanausbruch, durch den Dirk Pitt ernsthaft in Gefahr gerät und in dem alle Mitglieder der Familie Dorsett umkommen. Am Ende findet Pitt als Dankgeschenk einen von Mason Broadmore geschnitzten Totempfahl in seinem Hangar. |                         |      |                            |                                        |
| Höllenflut | Flood Tide              | 1997 | Dirk Pitt (Band 14)        | Blanvalet, 1998 ISBN 3-7645-0062-X     |
| Akte Atlantis | Atlantis Found          | 1999 | Dirk Pitt (Band 15)        | Blanvalet, 2001 ISBN 3-7645-0106-5     |
| In einer stillgelegten Mine in Colorado werden ein Bergarbeiter, ein Forscher und die schottische Archäologin Pat(ricia) O’Connell verschüttet. Dirk Pitt gelingt es die drei aus dem Minensystem zu retten, dabei stellt sich allerdings heraus, dass das Unglück kein Zufall war. Sie diente nur dazu, um den Fund eine Kammer mit einem merkwürdigen Obsidianschädel zu vertuschen. Dirk Pitt und Al Giordino stoßen auf Hinweise auf weitere Kammern und werden bei der Erkundung wieder von Söldnern angegriffen. Nach und nach können sie die Spur zur Familie Wolf, Nachfahren eines Nationalsozialisten, zurückverfolgen. Als Pat O’Connell, die sich mit der Entzifferung der in den Kammern gefundenen Symbole beschäftigt, von den Wolfs entführt wird, startet Pitt eine Rettungsaktion und fliegt mit der Moller Skycar nach Argentinien zur Wolfschen Werft. Durch die dort erhaltenen Informationen gelangen sie zu dem Schluss, dass sich die Wolfs auf eine plötzliche, massive Kontinentalverschiebung vorbereiten, die von ihnen durch die Abtrennung des Ross-Schelfeis künstlich ausgelöst wird. So wollen sie ein „Viertes Reich“ errichten. Als diese massive Gefahr bekannt wird, starten die Vereinigten Staaten kurzfristig einen Militärangriff auf eine Wolfsche Fabrik am Rande des Schelfeises. Dirk Pitt und Al Giordino können den Snow Cruiser beschaffen und damit das Ende der Welt in letzter Minute verhindern. Unter dem Eis der Antarktis entdecken sie zudem eine Stadt des Volkes, das die Obsidanschädel hergestellt hat und das Ganze mit der Legende von Atlantis in Verbindung bringen. |                         |      |                            |                                        |
| Das Todeswrack | Serpent                 | 1999 | Numa Files (Band 1)        | Goldmann, 2000 ISBN 3-442-35274-6      |
| Brennendes Wasser | Blue Gold               | 2000 | Numa Files (Band 2)        | Goldmann, 2002 ISBN 3-442-35683-0      |
| Im Zeichen der Wikinger | Valhalla Rising         | 2001 | Dirk Pitt (Band 16)        | Blanvalet, 2002 ISBN 3-7645-0146-4     |
| Die „Emerald Dolphin“, ein hypermodernes Kreuzfahrtschiff der Superlative mit revolutionärem Antrieb, steht trotz umfangreicher Sicherheitsvorkehrungen mitten im Pazifik in Flammen. Dirk Pitt und seine NUMA-Kollegen, die sich zufällig in der Nähe befinden, können den Großteil der Passagiere retten – darunter die junge Kelly Egan, deren bei der Havarie umgekommener Vater Dr. Elmore Egan das magnetohydrodynamische Motorenkonzept entwickelte. Der Wikingerfanatiker Dr. Elmore Egan hat zudem ein bahnbrechendes Öl entwickelt, an dessen Formel der Industrietycoon Zale um jeden Preis kommen will um seine Macht innerhalb der Vereinigten Staaten mit einem Ölmonopol zu vergrößern. Er setzt seinen eiskalten Sicherheitschef und Profikiller Omo Kanai auf die Köpfe von Dirk, Al und Kelly an und lässt ihn nebenbei noch zwei weitere Katastrophen verursachen: Die Versenkung eines Luxus-Unterseebotes, das ebenfalls von Dr. Egans Antriebssystem angetrieben wird, und die Detonation eines Flüssiggastankers in New York. Gleichzeitig fahndet St. Julien Perlmutter für Pitt nach Egans Inspiration für das Öl und stolpert über Jules Vernes historisches Vorbild für Kapitän Nemo und die Nautilus. Am Ende des Romans stehen Dirk Pitt jr. und Summer Pitt vor der Haustür ihres Vaters. |                         |      |                            |                                        |
| Flammendes Eis | Fire Ice                | 2002 | Numa Files (Band 3)        | Goldmann, 2003 ISBN 3-442-35825-6      |
| Die Troja-Mission | Trojan Odyssey          | 2003 | Dirk Pitt (Band 17)        | Blanvalet, 2004 ISBN 3-7645-0189-8     |
| Der gewaltige Hurrikan „Lizzie“ führt zwei Generationen beruflich zusammen. Während Pitts Kinder Dirk jr. und Summer in einer Tauchkammer in der Karibik den Sturm unter Wasser überstehen und einen hier versunkenen keltischen Tempel entdecken, versuchen Pitt Sr. und Al Giordino das schwimmende Luxushotel des mysteriösen Millionärs „Specter“ vor der Vernichtung zu bewahren. Die weiteren Ermittlungen zu ihrer eigentlichen Arbeit vor Ort, der Untersuchung einer geheimnisvollen toxischen Verunreinigung der karibischen Gewässer, führen Dirk sr. und Al schließlich wieder zu „Specter“ und dessen Konzern „Odyssey“. Dieser baut in Nicaragua ein gigantisches Tunnelsystem zwischen Atlantik und Pazifik, dessen Wirkung Millionen Menschen umbringen könnte. Währenddessen versuchen Dirk jr. und Summer dem Geheimnis des versunkenen Tempels auf den Grund zu gehen und gelangen so an Informationen, welche die Geschichte um Troja sowie die Irrfahrten des Odysseus, entsprechend einer wirklich bestehenden These von Iman Wilkens, komplett auf den Kopf stellen. |                         |      |                            |                                        |
| Tödliche Beute | White Death             | 2003 | Numa Files (Band 4)        | Blanvalet, 2004 ISBN 3-442-36068-4     |
| Der goldene Buddha | Golden Buddha           | 2003 | Oregon Files (Band 1)      | Blanvalet, 2005 ISBN 3-442-36160-5     |
| Geheimcode Makaze | Black Wind              | 2004 | Dirk Pitt (Band 18)        | Blanvalet, 2004 ISBN 3-442-37151-8     |
| Auf einer Insel der Aleuten werden Dirk Pitt jr. und sein Kollege Jack Dahlgren Zeuge eines mysteriösen Sterbens vieler Tiere und einiger Menschen. Beide können die Forscherin Sarah retten und entlarven ein geheimnisvolles Schiff als möglichen Übeltäter. Mithilfe der NUMA forschen Dirk und seine Schwester Summer weiter und kommen so einer verheerenden biologischen Waffe auf die Spur, die die Japaner in einer Verzweiflungstat kurz vor Ende des Zweiten Weltkriegs einzusetzen gedachten. Doch auch der südkoreanische Industriemagnat Kang ist hinter dem Kampfstoff her und jagt ihn mit Unterstützung seines Handlangers Tongju nach Bergung durch die NUMA dieser ab. Kang plant nämlich, ein tödliches Virus zu züchten und einen Anschlag auszuführen, der die Vormachtstellung der Vereinigten Staaten in Südostasien ein für alle Mal beenden soll. Seit Black Wind wird Cussler von seinem Sohn Dirk Cussler als Koautor unterstützt. |                         |      |                            |                                        |
| Killeralgen | Lost City               | 2004 | Numa Files (Band 5)        | Blanvalet, 2005 ISBN 3-442-36362-4     |
| Todesschrein | Sacred Stone            | 2004 | Oregon Files (Band 2)      | Blanvalet, 2006 ISBN 3-442-36446-9     |
| Packeis | Polar Shift             | 2005 | Numa Files (Band 6)        | Blanvalet, 2006 ISBN 3-442-36617-8     |
| Todesfracht | Dark Watch              | 2005 | Oregon Files (Band 3)      | Blanvalet, 2008 ISBN 978-3-442-36857-0 |
| Der Fluch des Khan | Treasure of Khan        | 2006 | Dirk Pitt (Band 19)        | Blanvalet, 2007 ISBN 3-7645-0275-4     |
| Mehrere Erdbeben zerstören strategisch wichtige Umschlagzentren der asiatischen Ölindustrie. Als auch das Team um NUMA-Direktor Dirk Pitt und Al Giordino am sibirischen Baikalsee von einem ähnlichen Phänomen beinahe getötet wird, schaltet sich das erfahrene Duo ein. Hinter den Anschlägen scheint die mysteriöse „Avarga“-Ölgesellschaft zu stehen. Pitt und Giordino reisen in Richtung des mongolischen Firmensitzes und treffen dort auf den Clan eines mächtigen Ölmäzens. Dieser behauptet von sich selbst, der legitime Nachfahre von Dschingis Khan zu sein, und setzte alles daran, sich selbst und das mongolische Volk – teils auch mit Gewalt – wieder zu alter Stärke zu führen. Während Pitt und Al den Mordkommandos zu entkommen versuchen, geraten auch Pitts Kinder Dirk und Summer vor Hawaii ins Visier der Killerbrigaden des Moguls. |                         |      |                            |                                        |
| Schlangenjagd | Skeleton Coast          | 2006 | Oregon Files (Band 4)      | Weltbild, 2008 ISBN 978-3-8289-9250-4  |
| Höllenschlund | The Navigator           | 2007 | Numa Files (Band 7)        | Blanvalet, 2008 ISBN 978-3-442-36922-5 |
| Höllenjagd | The Chase               | 2007 | Isaac Bell (Band 1)        | Blanvalet, 2009 ISBN 978-3-442-37057-3 |
| Polarsturm | Arctic Drift            | 2008 | Dirk Pitt (Band 20)        | Blanvalet, 2009 ISBN 978-3-7645-0347-5 |
| Seuchenschiff | Plague Ship             | 2008 | Oregon Files (Band 5)      | Blanvalet, 2010 ISBN 978-3-442-37243-0 |
| Eiskalte Brandung | Medusa                  | 2009 | Numa Files (Band 8)        | Blanvalet, 2010 ISBN 978-3-442-37577-6 |
| Kaperfahrt | Corsair                 | 2009 | Oregon Files (Band 6)      | Blanvalet, 2011 ISBN 978-3-442-37590-5 |
| Sabotage | The Wrecker             | 2009 | Isaac Bell (Band 2)        | Blanvalet, 2011 ISBN 978-3-442-37684-1 |
| Das Gold von Sparta | Spartan Gold            | 2009 | Sam & Remi Fargo (Band 1)  | Blanvalet, 2011 ISBN 978-3-442-37683-4 |
| Wüstenfeuer | Crescent Dawn           | 2010 | Dirk Pitt (Band 21)        | Blanvalet, 2011 ISBN 978-3-7645-0396-3 |
| Teuflischer Sog | The Silent Sea          | 2010 | Oregon Files (Band 7)      | Blanvalet, 2011 ISBN 978-3-442-37751-0 |
| Blutnetz | The Spy                 | 2010 | Isaac Bell (Band 3)        | Blanvalet, 2012 ISBN 978-3-442-37964-4 |
| Das Erbe der Azteken | Lost Empire             | 2010 | Sam & Remi Fargo (Band 2)  | Blanvalet, 2012 ISBN 978-3-442-37949-1 |
| Killerwelle | The Jungle              | 2011 | Oregon Files (Band 8)      | Blanvalet, 2012 ISBN 978-3-442-37818-0 |
| Das Geheimnis von Shangri La | The Kingdom             | 2011 | Sam & Remi Fargo (Band 3)  | Blanvalet, 2012 ISBN 978-3-442-38069-5 |
| Teufelstor | Devil's Gate            | 2011 | Numa Files (Band 9)        | Blanvalet, 2013 ISBN 978-3-442-38048-0 |
| Höllensturm | The Storm               | 2012 | Numa Files (Band 10)       | Blanvalet, 2014 ISBN 978-3-442-38297-2 |
| Unterdruck | Poseidon's Arrow        | 2012 | Dirk Pitt (Band 22)        | Blanvalet, 2013 ISBN 978-3-7645-0483-0 |
| Todesrennen | The Race                | 2011 | Isaac Bell (Band 4)        | Blanvalet, 2013 ISBN 978-3-442-38167-8 |
| Das fünfte Grab des Königs | The Tombs               | 2012 | Sam & Remi Fargo (Band 4)  | Blanvalet, 2013 ISBN 978-3-442-38224-8 |
| Tarnfahrt | Mirage                  | 2013 | Oregon Files (Band 9)      | Blanvalet, 2014 ISBN 978-3-442-38223-1 |
| Meeresdonner | The Thief               | 2012 | Isaac Bell (Band 5)        | Blanvalet, 2014 ISBN 978-3-442-38364-1 |
| Unbestechlich | The Bootlegger          | 2014 | Isaac Bell (Band 7)        | Blanvalet, 2016 ISBN 978-3-7341-0320-9 |
| Die Kuba-Verschwörung | Havana Storm            | 2014 | Dirk Pitt (Band 23)        | Blanvalet, 2016 ISBN 978-3-7645-0553-0 |
| Codename Tartarus | Zero Hour               | 2015 | Numa Files (Band 11)       | Blanvalet, 2015 ISBN 978-3-7341-0143-4 |
| Todeshandel | Ghost Ship              | 2015 | Numa Files (Band 12)       | Blanvalet, 2015 ISBN 978-3-7341-0235-6 |
| Das Vermächtnis der Maya | The Mayan Secrets       | 2015 | Sam & Remi Fargo (Band 5)  | Blanvalet, 2015 ISBN 978-3-442-38387-0 |
| Die Gnadenlosen | The Striker             | 2015 | Isaac Bell (Band 6)        | Blanvalet, 2015 ISBN 978-3-7341-0144-1 |
| Der Schwur der Wikinger | The Eye of Heaven       | 2016 | Sam & Remi Fargo (Band 6)  | Blanvalet, 2016 ISBN 978-3-7341-0236-3 |
| Der Attentäter | The Assassin            | 2015 | Isaac Bell (Band 8)        | Blanvalet, 2017 ISBN 978-3-7341-0362-9 |
| Piranha | Piranha                 | 2015 | Oregon Files (Band 10)     | Blanvalet, 2016 ISBN 978-3-7341-0309-4 |
| Das Osiris-Komplott | The Pharaoh's Secret    | 2015 | Numa Files (Band 13)       | Blanvalet, 2017 ISBN 978-3-7341-0361-2 |
| Die verlorene Stadt | The Solomon Curse       | 2015 | Sam & Remi Fargo (Band 7)  | Blanvalet, 2016 ISBN 978-3-7341-0363-6 |
| Teufelsjagd | The Gangster            | 2016 | Isaac Bell (Band 9)        | Blanvalet, 2018 ISBN 978-3-7341-0516-6 |
| Schattenfracht | The Emperor's Revenge   | 2016 | Oregon Files (Band 11)     | Blanvalet, 2017 ISBN 978-3-7341-0517-3 |
| Geheimakte Odessa | Odessa Sea              | 2016 | Dirk Pitt (Band 24)        | Blanvalet, 2017 ISBN 978-3-7645-0615-5 |
| Der Schatz des Piraten | Pirate                  | 2016 | Sam & Remi Fargo (Band 8)  | Blanvalet, 2017 ISBN 978-3-7341-0510-4 |
| Die Rückkehr der Bestie | The Cutthroat           | 2018 | Isaac Bell (Band 10)       | Blanvalet, 2019 ISBN 978-3-7341-0640-8 |
| Projekt Nighthawk | Nighthawk               | 2017 | Numa Files (Band 14)       | Blanvalet, 2019 ISBN 978-3-7341-0641-5 |
| Jäger des gestohlenen Goldes | The Romanov Ransom      | 2017 | Sam & Remi Fargo (Band 9)  | Blanvalet, 2019 ISBN 978-3-7341-0639-2 |
| Im Auge des Taifuns | Typhoon Fury            | 2017 | Oregon Files (Band 12)     | Blanvalet, 2018 ISBN 978-3-7341-0642-2 |
| Die zweite Sintflut | The Rising Sea          | 2018 | Numa Files (Band 15)       | Blanvalet, 2019 ISBN 978-3-7341-0782-5 |
| Das Jericho-Programm | Sea of Greed            | 2018 | Numa Files (Band 16)       | Blanvalet, 2020                        |
| Das graue Phantom | The Gray Ghost          | 2018 | Sam & Remi Fargo (Band 10) | Blanvalet, 2020 ISBN 978-3734107801    |
| Der Colossus-Code | Shadow Tyrants          | 2018 | Oregon Files (Band 13)     | Blanvalet, 2019 ISBN 978-3-7341-0781-8 |
| Die zehnte Plage | Celtic Empire           | 2019 | Dirk Pitt (Band 25)        | Blanvalet, 2020 ISBN 978-3764507039    |
| Das Orakel des Königs | The Oracle              | 2019 | Sam & Remi Fargo (Band 11) | Blanvalet, 2021 ISBN 978-3-7341-0829-7 |
| Die Titanic-Verschwörung | The Titanic Deception   | 2019 | Isaac Bell (Band 11)       | Blanvalet, 2020 ISBN 978-3734108303    |
| Das Portland-Projekt | Final Option            | 2019 | Oregon Files (Band 14)     | Blanvalet, 2020                        |
| Geheimfracht Pharao | Journey of the Pharaohs | 2020 | Numa Files (Band 17)       | Blanvalet, 2021                        |
| Der Zorn des Poseidon | Wrath of Poseidon       | 2020 | Sam & Remi Fargo (Band 12) | Blanvalet, 2021                        |
| Das Panama-Attentat | The Saboteurs           | 2020 | Isaac Bell (Band 12)       | Blanvalet, 2022                        |
| Operation Seewespe | Marauder                | 2020 | Oregon Files (Band 15)     | Blanvalet, 2022                        |
| Die Antarktis-Verschwörung | Fast Ice                | 2021 | Numa Files (Band 18)       | Blanvalet, 2023                        |
| Seewölfe | The Sea Wolves          | 2022 | Isaac Bell (Band 13)       | Blanvalet, 2023                        |